# Drinklange
Drinklange (luxembourgeois: Drénkelt, allemand: Drinklingen) est une section de la commune luxembourgeoise de Troisvierges située dans le canton de Clervaux.